# جبل الداودي (الخبت)

تعديل مصدري - تعديل

جبل الداودي هي إحدى قرى عزلة عبس بمديرية الخبت التابعة لمحافظة المحويت، بلغ تعداد سكانها 124 نسمة حسب تعداد اليمن لعام 2004.